# Xenocarcinus depressus
Xenocarcinus depressus is een krabbensoort uit de familie van de Epialtidae. De wetenschappelijke naam van de soort is voor het eerst geldig gepubliceerd in 1874 door Miers.